# Státní znak Laosu
Státní znak Laosu byl v současné podobě přijat roku 1991 na základě nové ústavy. Má podobu kruhu, v němž jsou realisticky vyobrazeny zleva přehrada Nam Ngun, asfaltová silnice, rýžové pole a les, horní část kruhu vyplňuje stúpa Pha That Luang a spodní část ozubené kolo. Vše je ohraničeno věncem z rýžových klasů svázaných rudou stuhou, která nese bílé nápisy v laoském písmu: ສັນຕິພາບ ເອກະລາດ ປະຊາທິປະໄຕ (česky Mír, nezávislost, demokracie), ເອກະພາບ ວັດຖະນາຖາວອນ (česky Jednota a prosperita) a ສາທາລະນະລັດ ປະຊາທິປະໄຕ ປະຊາຊົນລາວ (název státu, česky Laoská lidově demokratická republika).

## Historie
Znak Laoského království do roku 1975 nesl stejně jako státní vlajka obraz mytického bílého tříhlavého slona na červeném pozadí.
Po nástupu Lidové revoluční strany Laosu k moci byl přijat znak vytvořený podle zásad socialistické heraldiky.

Znak Laoského království (1949–1975)
Laoský státní znak (1975-1991)

Roku 1991 se strana zřekla ortodoxní marxisticko-leninské ideologie (i když mocenský monopol si ponechala) a nahradila ve znaku srp a kladivo vyobrazením buddhistického chrámu.